# Johann Krowel

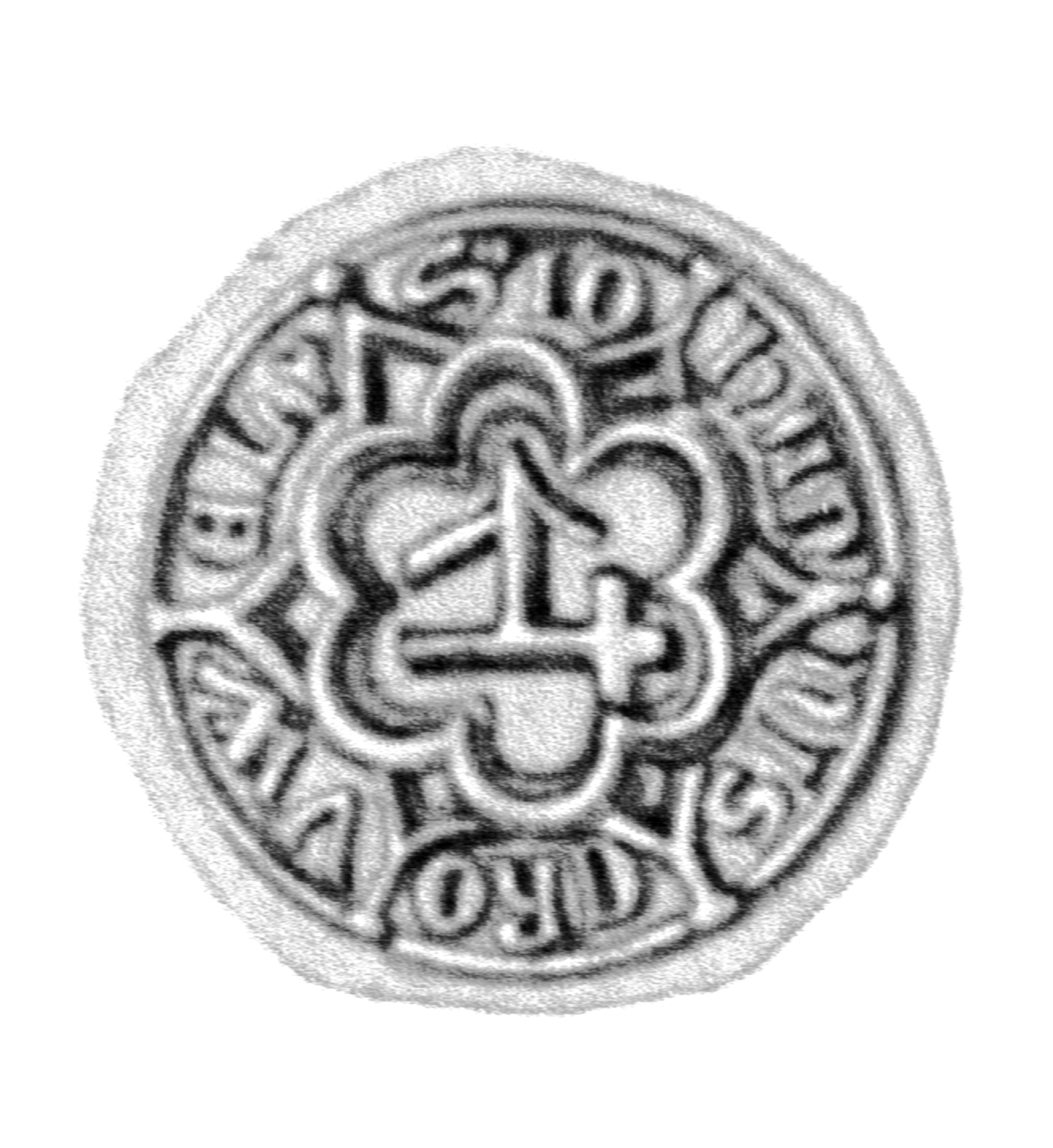
Siegel des Ratsherrn Johann Krowell um 1411 mit seiner Hausmarke

Johann Krowel († 1416 in Lübeck) war ein deutscher Kaufmann und Politiker. Er war zeitweilig Ratsherr der Hansestadt Lübeck.

## Leben
Der Kaufmann Johann Krowel war in der Zeit der bürgerlichen Unruhen in Lübeck zu Beginn des 15. Jahrhunderts ein engagiertes Mitglied im aufbegehrenden Bürgerausschuss der 60er und 1408 Mitglied der Kommission zur Wahl eines Neuen Rats. 1408, 1410 und 1412 ist er als Mitglied dieses Neuen Rates nachgewiesen. In Testamenten Lübecker Bürger wird er mehrfach als Urkundszeuge und als Vormund aufgeführt.
Krowels war mit einer Tochter des Lübecker Ratsherrn Hartmann Pepersack verheiratet und bewohnte das Hausgrundstück Breite Straße 37 in Lübeck.